# Хлібодарівка (Волноваський район)
Хлібода́рівка — село (до 2011 року — селище) у Волноваському районі Донецької області. Адміністративний центр Хлібодарівської сільської громади. Відстань автошляхом до райцентру — 17 км.

## Символіка
Сам факт заснування села частково закладено в герб Хлібодарівки. Червона половина поля та меч відсилають до Вітебської губернії. Меч покладено лезом додолу, щоб продемонструвати невойовничі наміри селян.
Друга половина поля чорного кольору, що в поєднанні зі срібною киркою вказує на головну промислову галузь села і багатство її надр — Хлібодарівський кар'єр. Основний продукт видобутку — щебінь.
Друге велике підприємство села має жахливу назву, яку не змінили навіть з початком політики декомунізації. Певно хлібодарівські фермери не вбачали нічого поганого у назві "росія" і не стали її міняти. Господарство спеціалізується на вирощуванні зернових. Це чудово завершує цілісність композиції. Зернові - хліб - Хлібодарівка.
Хліб зазвичай дарують на рушнику, тому центральними елементами є золота хлібина, або як кажуть у нас на Донеччині - буханка, на срібному рушнику із червоною вишивкою.
В нижній частині герба маленька золота шестипроменева зірка вкзаує на те, що село починалося з маленькою єврейської колонії.

## Історія

People

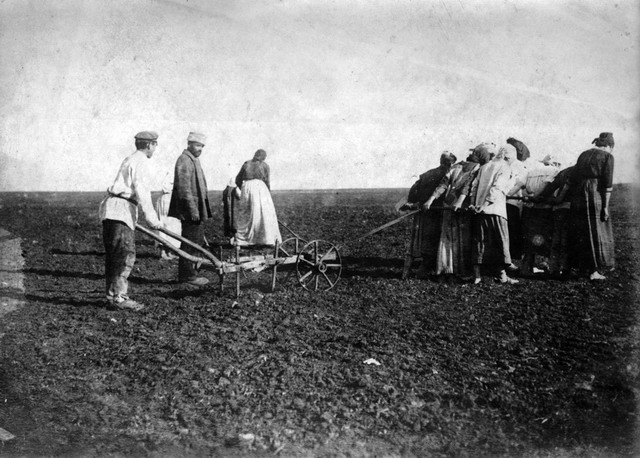
widows plow their plot

У 1858 р. заснували єврейську землеробську колонію № 17 Олександрівського повіту Катеринославської губернії Хлєбодаровка. Першими жителями стали переселенці з Вітебської губернії: 19 родин, 45 ревізьких душ, на 545 дес. землі.
Це була найменша єврейська колонія Катеринославської губернії.
З 1874 р. колонія — у Маріупольському повіті.
Були також господарства німців-колоністів.
У 1903 р. відкрили однокласну школу. У 1904 р. — залізничну станцію на гілці Волноваха-Цареконстантиновка.
З приходом Другої світової війни на землі Донеччини, більшість євреїв Хлібодарівки евакуювалися. Євреї сусідньої колонії Затишшя були розстріляні.
З 1917 р. діяла сіоністська організація.
|               | 1858 | 1894-1897                                      | 1908-1911     | 1918                   |
| ------------- | ---- | ---------------------------------------------- | ------------- | ---------------------- |
| Мешканців     | 45   | 213                                            | 308           | 650 (з них 46- євреїв) |
| Подвірїв      | 19   | 30                                             | 41            |                        |
| Землі (дес.)  | 545  | 570                                            | 904 надільної |                        |
| Інші надбання |      | >2500 дерев у садибах млин, кооперативна лавка | бібліотека    |                        |

Владу Совєтів встановили в грудні 1917 р. Тим не менше грабунки з боку махновців, денікінців і червоних банд тривали ще кілька років. Із встановленням миру в колонії залишилося 313 жителів, з них 266 євреїв.
У 1929 р. організували колгосп, МТС.
У розпал Голодомору в Хлібодарівку 17 квітня 1933 р. прибув секретар ЦК ВКП (б) Л. М. Каганович. Він заслухав доповіді керівників МТС. Начальник політвідділу МТС Фукс доповів, що підготовка до сівби йде погано, колгоспники не бажають трудитися, здавати решки зерна. Але після виявлення чотирьох «соціально-чужих» осіб і проведення розяснювальної роботи — колгоспники взялися до посівної за допомогою власних корів. Каганович відвідав їдальню робітників МТС: на обід — макарони і крупа з водою.
В 1941 р. в Хлібодарівці встигли завершити збір урожаю і забезпечити сільгосппоставки державі. Практично все єврейське населення евакуювалось.

## Населення

### Мова
Розподіл населення за рідною мовою за даними перепису 2001 року:
| Мова       | Кількість | Відсоток |
| ---------- | --------- | -------- |
| українська | 897       | 69.21%   |
| російська  | 392       | 30.25%   |
| вірменська | 7         | 0.54%    |
| Усього     | 1296      | 100%     |

За даними перепису 2001 року населення села становило 1296 осіб, із них 69,21 % зазначили рідною мову українську, 30,25 % — російську та 0,54 % — вірменську мову.